# Anatolij Kuzniecow (aktor)
Anatolij Borisowicz Kuzniecow (ros. Анато́лий Бори́сович Кузнецо́в (ur. 31 grudnia 1930 w Moskwie, zm. 7 marca 2014 tamże) – radziecki i rosyjski aktor filmowy i teatralny.
Pochowany na Cmentarzu Nowodziewiczym w Moskwie. Aktor ma swój pomnik.

## Życiorys
W dzieciństwie uczył się w szkole muzycznej, później zdał egzaminy do Szkoły Muzycznej im. Ippolitowa Iwanowa do klasy wokalnej, gdzie zwrócił na siebie uwagę pedagoga ds. sztuki aktorskiej, w związku z czym postanowił zająć się aktorstwem. Studiował w Szkole Studia MCHAT (Moskiewskiego Akademickiego Teatru Artystycznego), po ukończeniu której w 1955 pracował w teatrze im. Wołkowa w Jarosławiu i w moskiewskim teatrze Sowriemiennik. Poza tym grał role w filmach. W kinie zadebiutował w 1954 rolą w filmie Opasnyje tropy. Łącznie zagrał rolę w około stu filmach.

## Wybrana filmografia

### Role filmowe
- 1959: Burza jako major Andriejew
- 1965: Proszę o książkę zażaleń jako Iwan Iljicz Kondakow
- 1970: Białe słońce pustyni jako sierżant Fiodor Suchow
- 1977: Incognito z Petersburga jako Ammos Liapkin-Tiapkin
- 1995: Za co? jako komendant

### Role głosowe
- 1977: Poligon

## Odznaczenia
- Order Honoru (Rosja) (1996) za zasługi w rozwoju rodzimej sztuki filmowej i stworzenie wysoce artystycznego filmu Białe słońce pustyni[6]
- Order Za Zasługi dla Ojczyzny IV klasy (2000)[7]
- Order Przyjaźni (Rosja) (2010)[8]